# Lilla Holmsjön, Västergötland
Lilla Holmsjön är en sjö i Laxå kommun i Västergötland och ingår i Motala ströms huvudavrinningsområde.